# Aegophagamyia longirostris
Aegophagamyia longirostris är en tvåvingeart som först beskrevs av Seguy 1950.  Aegophagamyia longirostris ingår i släktet Aegophagamyia och familjen bromsar.
Artens utbredningsområde är Madagaskar. Inga underarter finns listade i Catalogue of Life.